# Taabinga
Taabinga är en ort i Australien. Den ligger i kommunen South Burnett och delstaten Queensland, omkring 150 kilometer nordväst om delstatshuvudstaden Brisbane. Antalet invånare är 610.
Runt Taabinga är det mycket glesbefolkat, med 5 invånare per kvadratkilometer.. Närmaste större samhälle är Kingaroy, nära Taabinga.
I omgivningarna runt Taabinga växer huvudsakligen savannskog. Genomsnittlig årsnederbörd är 946 millimeter. Den regnigaste månaden är januari, med i genomsnitt 179 mm nederbörd, och den torraste är augusti, med 26 mm nederbörd.